# Chiesa della Natività di Maria Vergine (Alzano Scrivia)
La chiesa della Natività di Maria Vergine è la parrocchiale di Alzano Scrivia, in provincia di Alessandria e diocesi di Tortona; fa parte del vicariato Padano.

## Storia
La prima pietra della parrocchiale di Alzano Scrivia venne posta nel 1846; l'edificio, costruito riutilizzando i materiali provenienti dalla demolita rocca, fu portato a compimento due anni dopo.
L'altare maggiore venne realizzato nel 1876; nel 1964 si procedette alla posa del nuovo pavimento e nel 1970 ad adeguare la chiesa alle norme postconciliari mediante l'aggiunta dell'ambone e dell'altare rivolto verso l'assemblea.
Nel 2001 il tetto venne interessato da un intervento di rifacimento e sette anni dopo l'impianto elettrico fu modificato.

## Descrizione

### Esterno
La simmetrica facciata della chiesa, rivestita in marmo e rivolta a nordovest, è scandita da quattro lesene ioniche, sorreggenti il frontone triangolare, e presenta al centro il portale d'ingresso timpanato e sopra una finestra di forma circolare.
Annesso alla parrocchiale è il campanile a pianta quadrata, la cui cella presenta su ogni lato una monofora a tutto sesto, affiancata da lesene, ed è coronata dalla cupoletta poggiante sul tamburo ottagonale.

### Interno
L'interno dell'edificio si compone di un'unica navata a pianta rettangolare, sulla quale si affacciano due cappelle laterali introdotte da arco a tutto sesto e le cui pareti sono scandite da lesene sorreggenti la trabeazione modanata e aggettante sopra la quale si imposta la volta; al termine dell'aula si sviluppa il presbiterio, rialzato di due gradini, coperto dalla volta a botte e chiuso dall'abside semicircolare.